# Letaliteit
Onder letaliteit wordt verstaan de "mate van dodelijkheid" van een fenomeen (ziekte, tumor, blootstelling aan een gevaarlijk product, ...) voor degenen die eraan worden blootgesteld. Dit is een statistische grootheid, want er zijn grote verschillen tussen mensen t.g.v. verschillen in leeftijd, geslacht, lichaamsbouw en nog vele andere factoren. Letaliteit wordt daarom uitgedrukt als een (gemeten of geschat) percentage van de blootgestelde populatie die gedood wordt of kan worden door het beschouwde fenomeen.
Als bijvoorbeeld blijkt dat van de personen die besmet zijn met virus V de helft overlijdt binnen de 30 dagen na de besmetting, is de letaliteit van V (over 30 dagen) 50%.
Om de letaliteit van de blootstelling aan gevaarlijke chemische stoffen, zij het gedurende lange tijd of door een eenmalige opgenomen dosis, te bepalen maakt men gebruik van gestandaardiseerde dierproeven. De resultaten worden uitgedrukt als letale concentratie (LC) of letale dosis (LD), ook weer met aanduiding van een percentage. Letale doses worden omgerekend per eenheid lichaamsgewicht; zo zou men van een bepaalde stof kunnen zeggen dat de LD50 (rat) = 10 mg/kg lichaamsgewicht. Dit wil zeggen dat van al de proefdieren die deze dosis toegediend krijgen, de helft sterft binnen de proefperiode. Deze waarden kunnen via bepaalde wiskundige modellen omgerekend worden naar letale concentraties of letale doses voor de mens.
Onder acute letaliteit of acute letale dosis wordt verstaan dat het proefdier sterft binnen 14 dagen na een eenmalige blootstelling.